# Ri-Bhoi
Der Distrikt Ri-Bhoi ist ein Distrikt im indischen Bundesstaat Meghalaya. Verwaltungssitz ist die Stadt Nongpoh.

## Geografie
Der Distrikt Ri-Bhoi liegt im Norden Meghalayas an der Grenze zu Assam. Die Fläche des Distrikts beträgt 2378 Quadratkilometer. Nachbardistrikte sind die Distrikte East Khasi Hills und West Khasi Hills im Süden. Im Norden und Osten grenzt der Distrikt an Assam.

## Geschichte
Der Distrikt Ri-Bhoi entstand am 4. Juni 1992 in seiner heutigen Form aus Teilen des damaligen Distrikts East Khasi Hills.

## Bevölkerung
Nach der Volkszählung 2011 hat der Distrikt Ri-Bhoi 258.840 Einwohner. Bei 109 Einwohnern pro Quadratkilometer ist der Distrikt eher dünn besiedelt. Von den 258.840 Bewohnern wohnten 233.587 Personen (90,24 Prozent) in Landgemeinden und 25.253 Menschen in städtischen Gebieten.
Der Distrikt Ri-Bhoi ist mehrheitlich von Angehörigen der „Stammesbevölkerung“ (scheduled tribes) besiedelt. Zu ihnen gehörten (2011) 230.081 Personen (88,89 Prozent der Distriktsbevölkerung). Zu den Dalit (scheduled castes) gehörten 2011 nur 590 Menschen (0,23 Prozent der Distriktsbevölkerung).

### Bevölkerungsentwicklung
Wie überall in Indien wächst die Einwohnerzahl im Distrikt Ri-Bhoi seit Jahrzehnten stark an. Die indische Volkszählung 2001 ermittelte eine Einwohnerzahl von 192.790 Personen. Die Zunahme betrug in den Jahren 2001–2011 mehr als 34 Prozent (34,26 %). In diesen zehn Jahren nahm die Bevölkerung um mehr als 32.000 Menschen zu. Die Bevölkerungsentwicklung von 1901 bis 2011 war wie folgt:

### Bedeutende Orte
Im Distrikt Ri-Bhoi gibt es mit dem Distrikthauptort Nongpoh und Umroi nur zwei städtische Siedlungen (census towns).

### Bevölkerung des Distrikts nach Geschlecht
Von den 258.840 Bewohnern waren 132.531 (51,20 Prozent) männlichen und 126.309 weiblichen Geschlechts. Dies ist typisch für Indien, wo ein deutliches Mehr an Männern vorherrscht.

### Bevölkerung des Distrikts nach Sprachen
Eine starke Mehrheit der Gesamtbevölkerung des Distrikts South Garo Hills spricht Khasi. In Allen drei C.D. Blocks ist Khasi auf Rang eins. Im C:D. Block Umling sind die khasisprachigen Personen allerdings nur eine relative Mehrheit. Jeweils mehr als 10.000 Menschen sprechen Garo, Kharbi/Mikir, und Nepali. Hindi wird nur von einer kleinen Minderheit von Zugewanderten gesprochen.
| Jahr                                   | Khasi   | Khasi | Garo   | Garo | Kharbi/Mikir | Kharbi/Mikir | Nepali | Nepali | Assamesisch | Assamesisch | Hindi | Hindi | Bengali | Bengali | Andere Sprachen | Andere Sprachen | Total   | Total    |
| Jahr                                   | Zahl    | %     | Zahl   | %    | Zahl         | %            | Zahl   | %      | Zahl        | %           | Zahl  | %     | Zahl    | %       | Zahl            | %               | Zahl    | %        |
| -------------------------------------- | ------- | ----- | ------ | ---- | ------------ | ------------ | ------ | ------ | ----------- | ----------- | ----- | ----- | ------- | ------- | --------------- | --------------- | ------- | -------- |
| 2011                                   | 174.550 | 67,44 | 14.748 | 5,70 | 13.198       | 5,10         | 10.524 | 4,07   | 7890        | 3,05        | 4046  | 1,56  | 1875    | 0,72    | 32.099          | 12,40           | 258.840 | 100,00 % |
| Quelle: Ergebnis der Volkszählung 2011 |         |       |        |      |              |              |        |        |             |             |       |       |         |         |                 |                 |         |          |

### Bevölkerung des Distrikts nach Bekenntnissen
In den letzten hundert Jahren ist fast die gesamte einheimische Bevölkerung zum Christentum übergetreten. Einige Tausend Menschen sind allerdings immer noch Anhänger der Traditionellen Religionen. Die Hindus sind die eine bedeutende Minderheit und stammen wie viele Muslime aus anderen Gebieten Indiens. Die genaue religiöse Zusammensetzung der Bevölkerung zeigt folgende Tabelle:
| Jahr                                   | Buddhisten | Buddhisten | Christen | Christen | Hindus | Hindus | Jainas | Jainas | Muslime | Muslime | Sikhs | Sikhs | Andere | Andere | keine Angaben | keine Angaben | Total   | Total    |
| Jahr                                   | Zahl       | %          | Zahl     | %        | Zahl   | %      | Zahl   | %      | Zahl    | %       | Zahl  | %     | Zahl   | %      | Zahl          | %             | Zahl    | %        |
| -------------------------------------- | ---------- | ---------- | -------- | -------- | ------ | ------ | ------ | ------ | ------- | ------- | ----- | ----- | ------ | ------ | ------------- | ------------- | ------- | -------- |
| 2011                                   | 428        | 0,17       | 218.508  | 84,42    | 30.945 | 11,96  | 49     | 0,02   | 1838    | 0,71    | 166   | 0,06  | 6308   | 2,44   | 598           | 0,23          | 258.840 | 100,00 % |
| Quelle: Ergebnis der Volkszählung 2011 |            |            |          |          |        |        |        |        |         |         |       |       |        |        |               |               |         |          |

## Bildung
Das Ziel der vollständigen Alphabetisierung ist noch nicht erreicht. Von den 205.978 Personen in einem Alter von sieben Jahren und mehr können 155.859 (75,67 Prozent) lesen und schreiben. Doch gibt es bei der Alphabetisierung ein Stadt-/Landgefälle. Während von der männlichen Bevölkerung 76,79 Prozent lesen und schreiben können, sind es unter der weiblichen Bevölkerung nur 74,49 Prozent. Fast 88 Prozent der männlichen Bevölkerung in den Städten ist alphabetisiert. Unter den Landfrauen sind es nur weniger als 74 Prozent. Einen Überblick über die Verhältnisse gibt folgende Tabelle:
| Alphabetisierung im Distrikt Ri-Bhoi   |                   |                   |
| Einheit                                | Volkszählung 2011 | Volkszählung 2011 |
| Einheit                                | Anzahl            | Anteil            |
| GESAMT                                 | 155.859           | 75,67 %           |
| Männer                                 | 80.977            | 76,79 %           |
| Frauen                                 | 74.882            | 74,49 %           |
| STADT GESAMT                           | 18.042            | 85,43 %           |
| Stadt-Männer                           | 10.295            | 87,88 %           |
| Stadt-Frauen                           | 7747              | 82,39 %           |
| LAND GESAMT                            | 137.817           | 74,55 %           |
| Land-Männer                            | 70.682            | 75,40 %           |
| Land-Frauen                            | 67.135            | 73,68 %           |
| Quelle: Ergebnis der Volkszählung 2011 |                   |                   |

## Verwaltung
Der Distrikt hat mit Jirang, Umling und Umsning drei Community Development Blocks (C.D. Blocks; Unterbezirke).